# Котенхајм
Котенхајм (њем. Kottenheim) општина је у њемачкој савезној држави Рајна-Палатинат. Једно је од 86 општинских средишта округа Мајен-Кобленц. Према процјени из 2010. у општини је живјело 2.785 становника. Посједује регионалну шифру (AGS) 7137055.

## Географски и демографски подаци
Котенхајм се налази у савезној држави Рајна-Палатинат у округу Мајен-Кобленц. Општина се налази на надморској висини од 194 метра. Површина општине износи 6,1 km². У самом мјесту је, према процјени из 2010. године, живјело 2.785 становника. Просјечна густина становништва износи 459 становника/km².